# بيت البسام
بيت البسام، هو أحد المنازل التراثية في عنيزة، وهو عبارة عن قصر طيني يمثل طراز العمارة القديمة فيها، بأسقف من شجر الأثل وجريد النخل، ويقع بجوار سوق المسوكف الشعبي.
يعد البيت أحد المعالم البارزة بمنطقة القصيم، ويقع في الجهة الغربية من محافظة عنيزة. يتميّز البيت بالارتفاع العالي للسقوف. كما أنه يضم أقساماً عدّة، فهناك قسم للرجال يحتوي على مجلسين أحدهما صيفي والآخر ربيعي بالإضافة إلى مقهى قديم، وكذلك هناك قسم خاص للسكن العائلي وأقسام أخرى للضيوف.

## نبذة تاريخية
كانت بداية بناء بيت البسام سنة 1374 هـ وقد تم الانتهاء من بنائه سنة 1378 هـ، ويمثل المبنى فترة من تطور العمارة في محافظة عنيزة. قامت الإدارة العامة للآثار والمتاحف في سنة 1402 هـ بإختياره ليكون من ضمن المباني الطينية التي يجب المحافظة عليها.

## الترميم
قامت وكالة الآثار والمتاحف بتأثيث البيت وتوفير القطع التراثية المناسبة له ليمثل البيت النجدي القديم، وبالنسبة للقسم الخاص بالحديقة فقد تمت إضافة عروض من الموروث القديم مثل (القليب، والحسو، والسبيل، والمعشش، والتنور) وغيرها، وتم تأثيث كل جزء بما يناسبه من القطع التراثية القديمة. بعد الترميم الأخير للبيت تم إدراجه ضمن الأماكن السياحية سنة 1425 هـ.

## الوصف

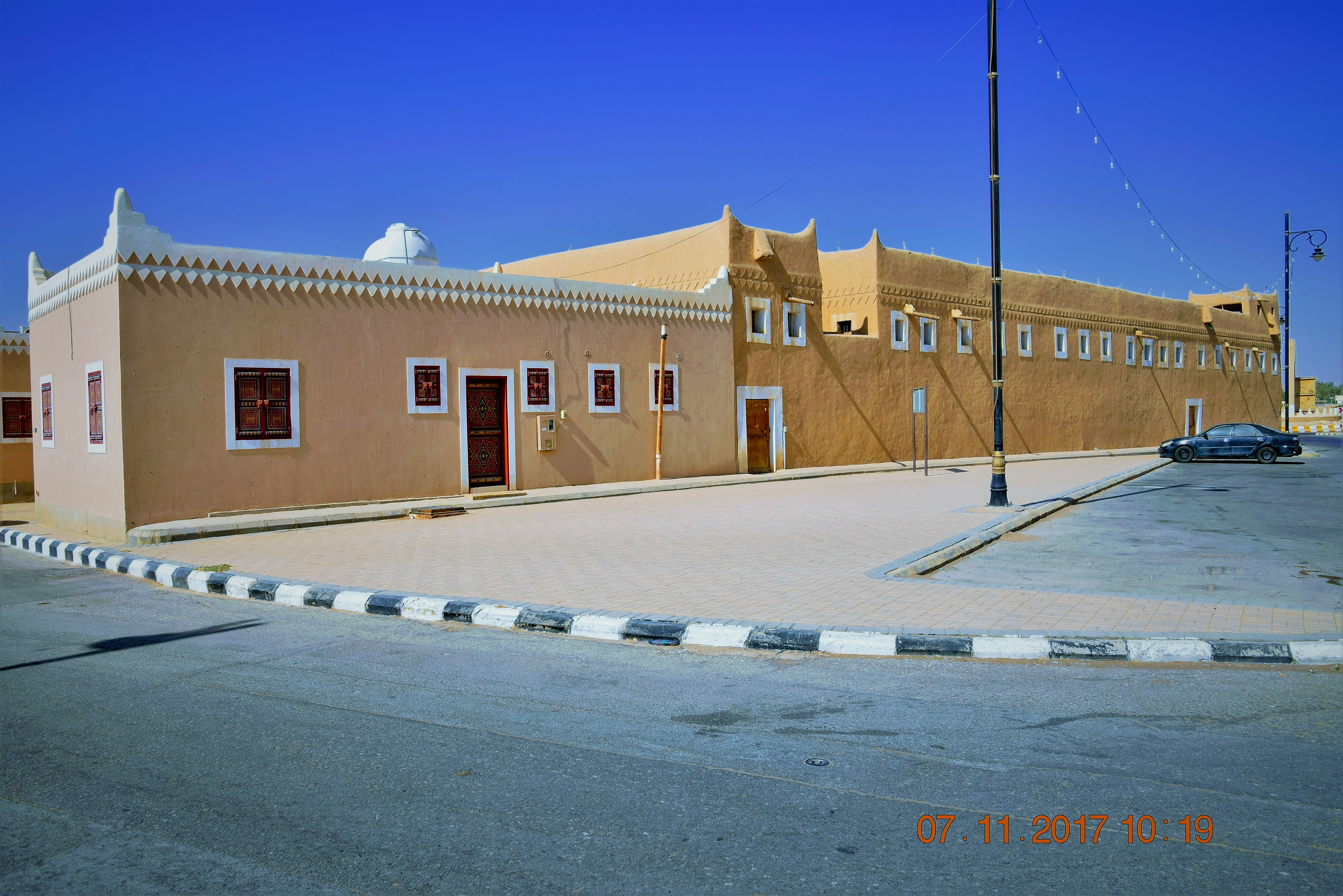

المبنى عبارة عن قصر طيني تزيد مساحته على ثلاثة آلاف وخمسمائة متر مربع، وهو مبني على الطراز النجدي، وقد استخدم في بنائه الطين كمادة أساسية، لما يتميز به الطين كونه مادة عازلة للحرارة أثناء فصل الصيف.
يضم البيت عدة أقسام، فهناك قسم للرجال يحتوي على مجلسين أحدهما صيفي والآخر ربيعي، وغالباً ما تقدم القهوة في «المعشى»، وهو المكان المخصص لتقديم الطعام بعد القهوة، كما توجد خلوة أسفل «المعشى» تتميز بالدفء في فصل الشتاء والبرودة في فصل الصيف، كما أنها تعمل على عزل الضجيج. أما بالنسبة للإضاءة فتكون عن طريق «المصاريع»، وهي نوافذ تكون مفتوحة على الليوان وكل مجلس من هذه المجالس يكون مفتوحاً من جهتين لغرض التهوية والإضاءة، ويوجد جناح مخصص لأعمال التجارة تتوزع فيه الغرف على شكل رواق بأعمدة أسطوانية، بالإضافة إلى مدخل كراج لدخول السيارات لغرض تنزيل البضائع وتسويقها لتجار المدينة.
أما الجناح المخصص للعائلة فيتكون من جزئين، أحدهما مخصص للاستقبال ويوجد فيه قهوة صغيرة معدة لاستقبال الأقارب، والجزء الآخر خاص للمعيشة وهو على شكل مربع مكشوف لأشعة الشمس، كما توجد حديقة واسعة وتحتوي على ملحق خاص لإنجاز الأعمال المتعلقة بها، ويوجد فناء مخصص للماشية. كما توجد بعض الغرف التي هُيئت لاستخدامات متنوعة، حيث توجد غرفة للعروس وغرفة للولادة وأخرى خاصة بحلي المرأة، وغرفة للأسلحة القديمة، وغرف للتمريض قديماً، وغرفة للرحى، وبجوارها غرفة لكنز التمر.

## الاستعمال الحالي

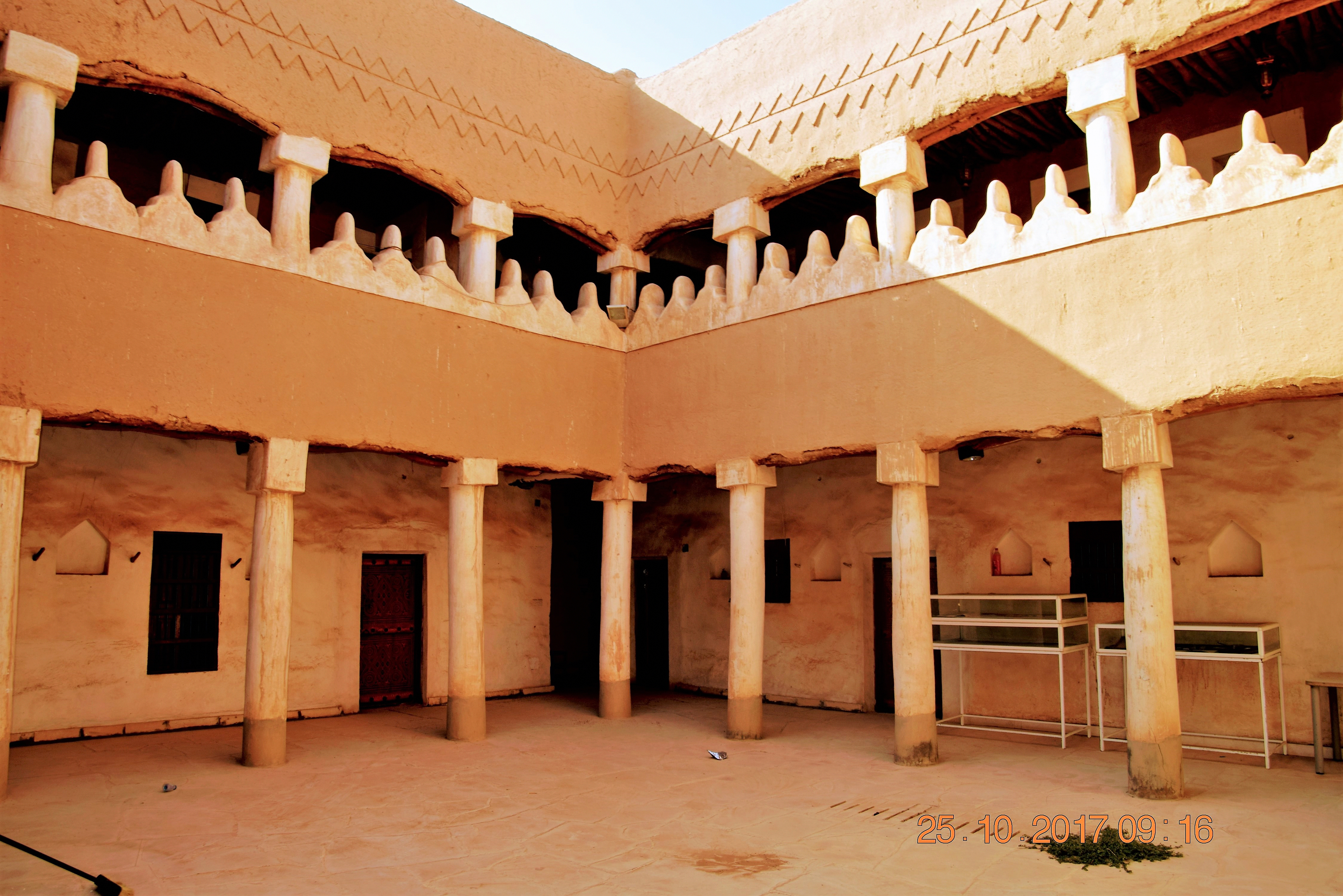

يستخدم المبنى في فعاليات ومعارض متنوعة، حيث أقيم منها معرض فن تشكيلي لطلاب المدارس ومعرض للصور القديمة، كما يستخدم في تنظيم فعاليات الحِرَف والمأكولات الشعبية بالإضافة إلى مزادات التراث الشعبي. تم استخدام المبنى في إقامة جناح خاص للفنانات التشكيليات في عنيزة، كما جُهّز أيضاً بمسرح مخصص للعرائس تُعرض به طرق الزفاف قديماً.
كما احتضن البيت عدداً من الأمسيات الشعرية، كما استخدم المبنى في إقامة عرض للأسر المنتجة من مشغولات الملابس أو الأواني أو التحف التجميلية بالإضافة إلى المأكولات الشعبية. كما أقيمت به عدة معارض، منها معرض الصور القديمة لمدينة عنيزة التي التقطت في فترة مبكرة.

## انظر ايضاً
- عنيزة
- بيت نصيف

## وصلات خارجية
- بيت البسام التراثي بعنيزة.. تاريخ الآباء والأجداد.
- «بيت البسام».. حكاية تاريخ مضيء.